# 関越自動車道
関越自動車道（かんえつじどうしゃどう、英語: KAN-ETSU EXPWY）は、東京都練馬区の練馬インターチェンジ (IC) から埼玉県、群馬県を経由し新潟県長岡市の長岡ジャンクション (JCT) へ至る高速道路（高速自動車国道）。略称は関越道（かんえつどう）、関越（かんえつ）。高速道路ナンバリングによる路線番号は「E17」が割り振られている。
また、東京都を起点として、新潟県新潟市および上越市を終点とする国土開発幹線自動車道および高速自動車国道の名称としても用いられる。

## 概要

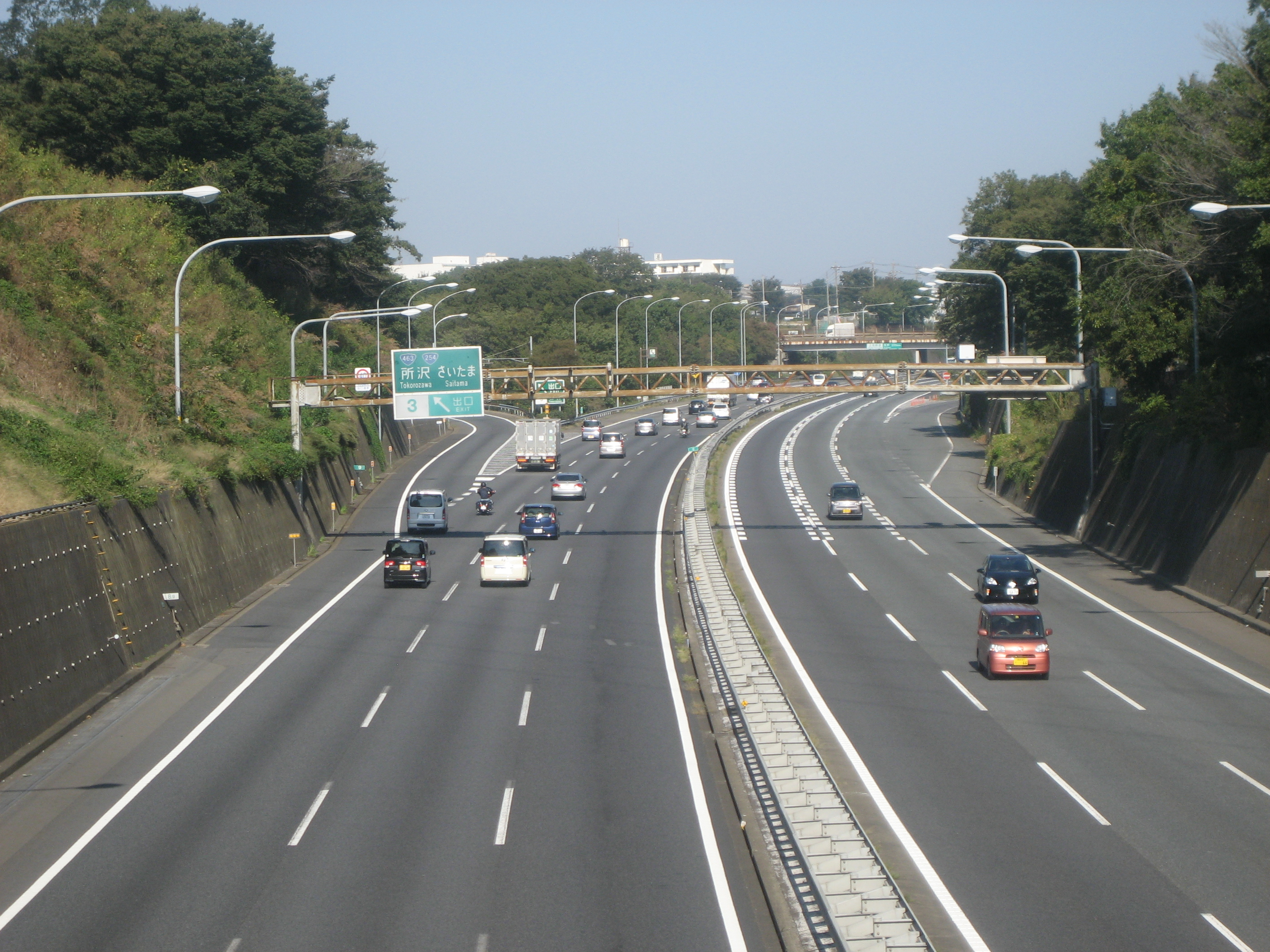
関越自動車道
（所沢IC付近）

国道17号および、上越新幹線とほぼ並行している。
三国山脈を貫いて東京と新潟県を結ぶ高速道路であり、上越新幹線とともに首都圏と日本海側を結ぶ高速交通網として重要な機能を持つ。また、藤岡JCTから上信越自動車道が分岐しており、首都圏と長野県北信地方・東信地方を結ぶ高速交通網の一部でもある。
日本有数の豪雪地帯を貫いており、沿線には多くのスキー場が存在し、首都圏とこれらのスキー場を結ぶ高速道路でもある。このため、冬期に通行困難となる並行一般道救済のために追加設置されたインターチェンジが多い。首都圏の放射方向の高速自動車国道の中では唯一、首都高速道路との直接接続がなく、首都高速道路へは大泉JCTから東京外環自動車道を利用する必要がある。1994年に東京外環自動車道と接続されるまでは、特に冬季の練馬ICにおける大渋滞が慢性化していた。
水上IC - 湯沢IC間（群馬・新潟県境）には、山岳道路トンネルおよび高速自動車国道としてのトンネルとしては日本1位、全ての道路トンネルの長さとして日本第2位の関越トンネルがある（1位は首都高速中央環状線の山手トンネル)。

### 路線名・道路名
国土開発幹線自動車道や高速自動車国道の路線を指定する政令における関越自動車道は、東京都を起点に群馬県藤岡市で分岐し新潟県新潟市に至る新潟線と上越市に至る上越線の2つの路線からなる。
国土開発幹線自動車道建設法では、関越自動車道は以下のとおりとされている。
| 路線名 | 起点   | 主たる経過地  | 主たる経過地          | 終点   |
| ------ | ------ | ------------- | --------------------- | ------ |
| 新潟線 | 東京都 | 川越市 本庄市 | 前橋市                | 新潟市 |
| 上越線 | 東京都 | 川越市 本庄市 | 高崎市付近 長野市付近 | 上越市 |

また高速自動車国道の路線を指定する政令では以下のとおりである。
| 路線名 | 起点   | 重要な経過地                                                                                                   | 重要な経過地                                                                   | 終点   |
| ------ | ------ | --- | ------------------------------------------------------------------------------ | ------ |
| 新潟線 | 三鷹市 | 武蔵野市 東京都杉並区 同都練馬区 新座市 所沢市 ふじみ野市 川越市 鶴ヶ島市 坂戸市 東松山市 深谷市 本庄市 藤岡市 | 高崎市 前橋市 渋川市 沼田市 南魚沼市 魚沼市 小千谷市 長岡市 見附市 三条市 燕市 | 新潟市 |
| 上越線 | 三鷹市 | 武蔵野市 東京都杉並区 同都練馬区 新座市 所沢市 ふじみ野市 川越市 鶴ヶ島市 坂戸市 東松山市 深谷市 本庄市 藤岡市 | 富岡市 佐久市 小諸市 東御市 上田市 千曲市 長野市 須坂市 中野市 妙高市          | 上越市 |

これらについて、供用中および着工中の道路名に区分すると以下のようになる。
| 路線名 | 道路名             | 区間                      | 備考                                       |
| ------ | ------------------ | ------------------------- | ------------------------------------------ |
| 新潟線 | 東京外かく環状道路 | 中央JCT（仮称） - 大泉JCT | 工事中                                     |
| 新潟線 | 関越自動車道       | 練馬IC - 長岡IC           |                                            |
| 新潟線 | 関越自動車道       | 長岡IC - 長岡JCT          | 北陸自動車道と重複                         |
| 新潟線 | 北陸自動車道       | 長岡JCT - 新潟空港IC      | 北陸自動車道と重複                         |
| 上越線 | 上信越自動車道     | 藤岡JCT - 上越JCT         | 更埴JCT - 長野市は中央自動車道長野線と重複 |

以下では、特記がない場合は練馬IC - 長岡JCTの（道路名としての）関越自動車道について述べる。

## インターチェンジなど
- IC番号欄の背景色が■である区間は既開通区間に存在する。施設欄の背景色が■である区間は未供用または休止された施設である。未供用施設の名称は仮称である。
- スマートインターチェンジ (SIC) 等のETC専用ICは背景色■で示す。
- 路線名の特記がないものは市町村道。
- （間）は他の道路を介して接続している間接接続。
- 接続路線のうち「※1」は国道17号を、「※2」は国道291号を表す。
- バスストップ (BS) のうち、○は運用中、◆は休止中の施設。無印はBSなし。
- 略字は、ICはインターチェンジ、JCTはジャンクション、PAはパーキングエリア、SAはサービスエリア、CBはチェーンベースをそれぞれ示す。

| IC 番号                | 施設名               | 接続路線名                                                         | 練馬 から (km) | BS                                          | 備考                                              | 所在地                             | 所在地            | 所在地            |        |
| ---------------------- | -------------------- | ------------------------------------------------------------------ | -------------- | ------------------------------------------- | ------------------------------------------------- | ---------------------------------- | ----------------- | ----------------- | ------ |
| 高速練馬線（候補路線） |                      |                                                                    |                |                                             |                                                   |                                    |                   |                   |        |
| 1                      | 練馬IC               | 都道24号練馬所沢線（目白通り）                                     | 0.0            |                                             |                                                   | 東京都 練馬区                      | 東京都 練馬区     | 東京都 練馬区     |        |
| 2                      | 大泉JCT              | C3 東京外環自動車道 C3 東京外かく環状道路東京区間（事業中）        | 0.8            |                                             | 新潟方面接続 東京外環道のJCT番号は「50」          | 東京都 練馬区                      | 東京都 練馬区     | 東京都 練馬区     |        |
| 2                      | 大泉IC               | 都道24号練馬所沢線                                                 | 0.8            | 新潟方面入口のみ 東京外環道のIC番号は「50」 |                                                   | 東京都 練馬区                      | 東京都 練馬区     | 東京都 練馬区     |        |
| -                      | 大泉BS               | -                                                                  |                | ◆                                           | 休止中                                            | 東京都 練馬区                      | 東京都 練馬区     | 東京都 練馬区     |        |
| -                      | 新座TB               |                                                                    | 4.2            |                                             | 本線料金所 スマートインターチェンジの設置計画あり | 埼玉県                             | 新座市            | 新座市            |        |
| -                      | 新座BS               | -                                                                  |                | ◆                                           | 休止中                                            | 埼玉県                             | 新座市            | 新座市            |        |
| 3                      | 所沢IC               | 国道463号（浦和所沢バイパス）                                      | 9.4            | ◆                                           |                                                   | 埼玉県                             | 所沢市            | 所沢市            |        |
| -                      | 三芳BS               | -                                                                  |                | ◆                                           | 休止中                                            | 埼玉県                             | 入間郡 三芳町     | 入間郡 三芳町     |        |
| 3-1                    | 三芳PA/SIC           | （間）県道56号さいたまふじみ野所沢線                               | 13.9           |                                             |                                                   | 埼玉県                             | 入間郡 三芳町     | 入間郡 三芳町     |        |
| -                      | 大井BS               | -                                                                  |                | ◆                                           | 休止中                                            | 埼玉県                             | ふじみ野市        | ふじみ野市        |        |
| 4                      | 川越IC               | 国道16号                                                           | 21.2           | ◆                                           |                                                   | 埼玉県                             | 川越市            | 川越市            |        |
| -                      | 川越的場BS           | -                                                                  | 24.9           | ○                                           |                                                   | 埼玉県                             | 川越市            | 川越市            |        |
| 4-1                    | 鶴ヶ島JCT            | C4 首都圏中央連絡自動車道                                          | 27.8           |                                             | 圏央道のJCT番号は「50」                           | 埼玉県                             | 鶴ヶ島市          | 鶴ヶ島市          |        |
| 5                      | 鶴ヶ島IC             | 国道407号                                                          | 29.6           |                                             |                                                   | 埼玉県                             | 鶴ヶ島市          | 鶴ヶ島市          |        |
| -                      | 坂戸BS               | -                                                                  |                | ◆                                           | 休止中                                            | 埼玉県                             | 鶴ヶ島市          | 鶴ヶ島市          |        |
| 5-1                    | 坂戸西SIC            | 県道39号川越坂戸毛呂山線                                           | 32.5           |                                             |                                                   | 埼玉県                             | 坂戸市            | 坂戸市            |        |
| -                      | 高坂SA               | -                                                                  | 34.8           |                                             |                                                   | 埼玉県                             | 東松山市          | 東松山市          |        |
| -                      | 高坂BS               | -                                                                  | 36.5           | ◆                                           | 休止中                                            | 埼玉県                             | 東松山市          | 東松山市          |        |
| 6                      | 東松山IC             | 国道254号（東松山バイパス） 県道47号深谷東松山線（熊谷東松山道路） | 39.4           | ◆                                           |                                                   | 埼玉県                             | 東松山市          | 東松山市          |        |
| -                      | 滑川BS               | -                                                                  |                | ◆                                           | 休止中                                            | 埼玉県                             | 比企郡            | 滑川町            |        |
| 6-1                    | 嵐山小川IC           | 県道11号熊谷小川秩父線                                             | 47.4           |                                             | 2025年7月17日0時より料金所がETC専用化             | 埼玉県                             | 比企郡            | 嵐山町            |        |
| -                      | 嵐山PA               | -                                                                  | 50.1           |                                             |                                                   | 埼玉県                             | 比企郡            | 嵐山町            |        |
| 7                      | 花園IC               | 国道140号（彩甲斐街道） （西関東連絡道路（計画路線））             | 56.1           | ◆                                           |                                                   | 埼玉県                             | 深谷市            | 深谷市            |        |
| -                      | 寄居BS               | -                                                                  |                | ◆                                           | 休止中                                            | 埼玉県                             | 大里郡 寄居町     | 大里郡 寄居町     |        |
| 7-1                    | 寄居PA/SIC           | （間）県道31号本庄寄居線                                           | 63.7           |                                             | 上り線は深谷市                                    | 埼玉県                             | 大里郡 寄居町     | 大里郡 寄居町     |        |
| -                      | 美里BS               | -                                                                  |                | ◆                                           | 休止中                                            | 埼玉県                             | 児玉郡 美里町     | 児玉郡 美里町     |        |
| 8                      | 本庄児玉IC           | 国道462号                                                          | 69.6           | ◆                                           |                                                   | 埼玉県                             | 本庄市            | 本庄市            |        |
| -                      | 上里BS               | -                                                                  |                | ◆                                           | 休止中                                            | 埼玉県                             | 児玉郡 上里町     | 児玉郡 上里町     |        |
| 8-1                    | 上里SA/SIC           |                                                                    | 75.5           |                                             |                                                   | 埼玉県                             | 児玉郡 上里町     | 児玉郡 上里町     |        |
| -                      | 新町BS               | -                                                                  |                | ◆                                           | 休止中                                            | 群馬県                             | 高崎市            | 高崎市            |        |
| 9                      | 藤岡JCT              | E18 上信越自動車道(長野・妙高方面)                                 | 78.6           | -                                           |                                                   | 群馬県                             | 藤岡市            | 藤岡市            |        |
| 9-1                    | 高崎玉村SIC          | 国道354号（東毛広域幹線道路）                                      | 82.7           | -                                           |                                                   | 群馬県                             | 高崎市            | 高崎市            |        |
| 9-2                    | 高崎JCT              | E50 北関東自動車道                                                 | 84.6           | -                                           |                                                   | 群馬県                             | 高崎市            | 高崎市            |        |
| 10                     | 高崎IC               | 県道27号高崎駒形線                                                 | 87.0           |                                             |                                                   | 群馬県                             | 高崎市            | 高崎市            |        |
| 11                     | 前橋IC               | ※1（高崎前橋バイパス）                                             | 92.1           |                                             | ここから新潟方面は4車線                           | 群馬県                             | 高崎市            | 高崎市            |        |
| 11                     | 前橋IC               | ※1（高崎前橋バイパス）                                             | 92.1           | 前橋市                                      | ここから新潟方面は4車線                           | 群馬県                             |                   |                   |        |
| 11-1                   | 駒寄PA/SIC           | （間）県道161号南新井前橋線                                        | 98.5           |                                             |                                                   | 群馬県                             | 北群馬郡 吉岡町   | 北群馬郡 吉岡町   |        |
| 12                     | 渋川伊香保IC         | ※1（渋川バイパス）                                                 | 103.4          |                                             |                                                   | 群馬県                             | 渋川市            | 渋川市            |        |
| -                      | 三原田CB             | -                                                                  | 107.3          |                                             | 東京方面                                          | 群馬県                             | 渋川市            | 渋川市            |        |
| 12-1                   | 赤城IC/PA            | 県道70号大間々上白井線                                             | 111.2          |                                             |                                                   | 群馬県                             | 渋川市            | 渋川市            |        |
| -                      | 赤城高原SA           | -                                                                  | 118.5          |                                             |                                                   | 群馬県                             | 利根郡 昭和村     | 利根郡 昭和村     |        |
| 12-2                   | 昭和IC               | 県道65号昭和インター線                                             | 120.6          |                                             |                                                   | 群馬県                             | 利根郡 昭和村     | 利根郡 昭和村     |        |
| 13                     | 沼田IC               | 国道120号                                                          | 125.8          |                                             |                                                   | 群馬県                             | 沼田市            | 沼田市            |        |
| -                      | 沼田CB               | -                                                                  | 128.8          |                                             | 新潟方面                                          | 群馬県                             | 沼田市            | 沼田市            |        |
| 14                     | 月夜野IC             | ※1（月夜野バイパス）                                               | 131.1          |                                             |                                                   | 群馬県                             | 利根郡 みなかみ町 | 利根郡 みなかみ町 |        |
| -                      | 下牧PA               | -                                                                  | 135.5          |                                             |                                                   | 群馬県                             | 利根郡 みなかみ町 | 利根郡 みなかみ町 |        |
| 15                     | 水上IC               | ※2                                                                 | 141.0          |                                             |                                                   | 群馬県                             | 利根郡 みなかみ町 | 利根郡 みなかみ町 |        |
| -                      | 谷川岳PA             | -                                                                  | 146.0          |                                             |                                                   | 群馬県                             | 利根郡 みなかみ町 | 利根郡 みなかみ町 |        |
| -                      | 関越トンネル         | -                                                                  |                | -                                           | 長さ 11,055 m 危険物積載車両通行禁止              | 群馬県                             | 利根郡 みなかみ町 | 利根郡 みなかみ町 |        |
| -                      | 関越トンネル         | -                                                                  | 新潟県         | -                                           | 長さ 11,055 m 危険物積載車両通行禁止              | 南魚沼郡 湯沢町                    | 南魚沼郡 湯沢町   |                   |        |
| -                      | 土樽PA               | -                                                                  | 新潟県         | 157.5                                       |                                                   | 南魚沼郡 湯沢町                    | 南魚沼郡 湯沢町   |                   |        |
| 16                     | 湯沢IC               | ※1                                                                 | 新潟県         | 167.0                                       | ○                                                 | 南魚沼郡 湯沢町                    | 南魚沼郡 湯沢町   |                   |        |
| -                      | 塩沢石打SA           | -                                                                  | 新潟県         | 173.5                                       |                                                   | 東京方面                           | 南魚沼市          | 南魚沼市          |        |
| 16-1                   | 塩沢石打IC/SA        | 県道28号塩沢大和線                                                 | 新潟県         | 175.5                                       |                                                   | SAは新潟方面のみ                   | 南魚沼市          | 南魚沼市          |        |
| 17                     | 六日町IC             | 国道253号 国道253号（八箇峠道路）（事業中）                        | 新潟県         | 186.9                                       | ○                                                 |                                    | 南魚沼市          | 南魚沼市          |        |
| 17-1                   | 大和PA/SIC           | （間）県道265号下折立浦佐停車場線                                  | 新潟県         | 198.3                                       |                                                   | SICは2016年3月28日より24時間利用可 | 南魚沼市          | 南魚沼市          |        |
| 18                     | 魚沼IC               | ※2                                                                 | 新潟県         | 204.4                                       | ○                                                 |                                    |                   | 魚沼市            | 魚沼市 |
| 18-1                   | 堀之内IC/PA          | 県道84号堀之内インター線                                           | 新潟県         | 212.1                                       |                                                   |                                    |                   | 魚沼市            | 魚沼市 |
| 19                     | 越後川口IC/SA        | 県道83号川口塩殿線                                                 | 新潟県         | 220.9                                       | ○                                                 |                                    | 長岡市            | 長岡市            |        |
| 20                     | 小千谷IC             | ※2                                                                 | 新潟県         | 228.8                                       | ○                                                 |                                    | 小千谷市          | 小千谷市          |        |
| -                      | 山谷PA               | -                                                                  | 新潟県         | 230.9                                       |                                                   |                                    | 小千谷市          | 小千谷市          |        |
| -                      | 片貝BS               | -                                                                  | 新潟県         | 235.0                                       | ○                                                 |                                    | 小千谷市          | 小千谷市          |        |
| 20-1                   | 長岡南越路SIC 越路BS | 県道23号柏崎高浜堀之内線                                           | 新潟県         | 238.5                                       | ○                                                 |                                    | 長岡市            | 長岡市            |        |
| 21                     | 長岡IC               | 県道86号長岡インター線 国道8号（長岡バイパス）                     | 新潟県         | 244.5                                       | ○                                                 |                                    | 長岡市            | 長岡市            |        |
| 37                     | 長岡JCT              | E8 北陸自動車道（柏崎・富山方面）                                  | 新潟県         | 246.1                                       |                                                   | キロポストは246.2KPまで            | 長岡市            | 長岡市            |        |
| E8 北陸自動車道        |                      |                                                                    |                |                                             |                                                   |                                    |                   |                   |        |

## 歴史
最初に開通した練馬IC - 川越ICは、東京川越道路という名称の一般国道254号のバイパス道路として1971年（昭和46年）に開通したものである。のちに高規格幹線道路としての改修を受けて、1973年（昭和48年）に高速自動車国道へ格上げされ、関越自動車道に編入された。
田中角栄は、道路特定財源制度を議員立法で成立させて戦後の道路整備の方向性を明確にして内閣総理大臣となったが、関越自動車道の東京流入口となる練馬ICを、田中邸最寄りの目白通りに設置させたと巷噂された。田中の首相在任中に日本道路公団の新潟県所管建設局長に就任した武部健一は「高速道路としては当然の道筋であって、田中の目白邸を意識したものではない。」「田中邸のほうが、新潟から来る道筋を選んで建てられたと考えたほうが合理的である。」と持論を述べた。

### 年表
| 1971 | (12月)練馬IC - 川越IC                                 |
| 1972 |                                                       |
| 1973 |                                                       |
| 1974 |                                                       |
| 1975 | (8月)川越IC - 東松山IC                                |
| 1976 |                                                       |
| 1977 |                                                       |
| 1978 | (9月)長岡IC - 新潟黒埼IC                              |
| 1979 |                                                       |
| 1980 | (7月)東松山IC - 前橋IC・藤岡JCT - 藤岡IC (9月)長岡JCT |
| 1981 |                                                       |
| 1982 | (3月)越後川口IC - 長岡IC (12月)魚沼IC - 越後川口IC    |
| 1983 | (10月)六日町IC - 魚沼IC                               |
| 1984 | (11月)湯沢IC - 六日町IC                               |
| 1985 | (10月)前橋IC - 湯沢IC                                 |

#### 全線開通前
- 1963年（昭和38年）7月20日：関越自動車道の路線基準が定められる[11]。
- 1966年（昭和41年）7月1日：関越自動車道が国土開発幹線自動車道の予定路線とされる[12]。
- 1967年（昭和42年）3月28日：練馬IC - 川越ICの工事開始[13]。
- 1971年（昭和46年）
  - 12月7日：練馬IC - 川越ICの工事完了[14]。
  - 12月20日：国道254号東京川越道路が有料道路名称「関越自動車道（東京川越区間）」として、練馬IC - 川越ICで開通[15]。
- 1973年（昭和48年）4月1日：東京川越道路が高速自動車国道（関越自動車道）へ切り替えられる[16]。
- 1975年（昭和50年）8月8日：川越IC - 東松山IC開通。
- 1978年（昭和53年）9月21日：長岡IC - 新潟黒埼IC(当時)開通。
- 1979年（昭和54年）3月2日：長岡IC - 湯沢ICの整備計画変更（塩沢ICの追加）、施行命令[17]。
- 1980年（昭和55年）
  - 7月17日：東松山IC - 前橋IC、藤岡JCT - 藤岡IC開通。
  - 9月27日：長岡JCTが開通して北陸自動車道と接続。
- 1982年（昭和57年）
  - 3月30日：越後川口IC - 長岡IC開通。
  - 12月2日：小出IC - 越後川口IC開通。
- 1983年（昭和58年）10月26日：六日町IC - 小出IC開通。
- 1984年（昭和59年）11月8日：湯沢IC - 六日町IC開通。関越自動車道新潟線　全線開通記念碑（赤城高原サービスエリア下り線）

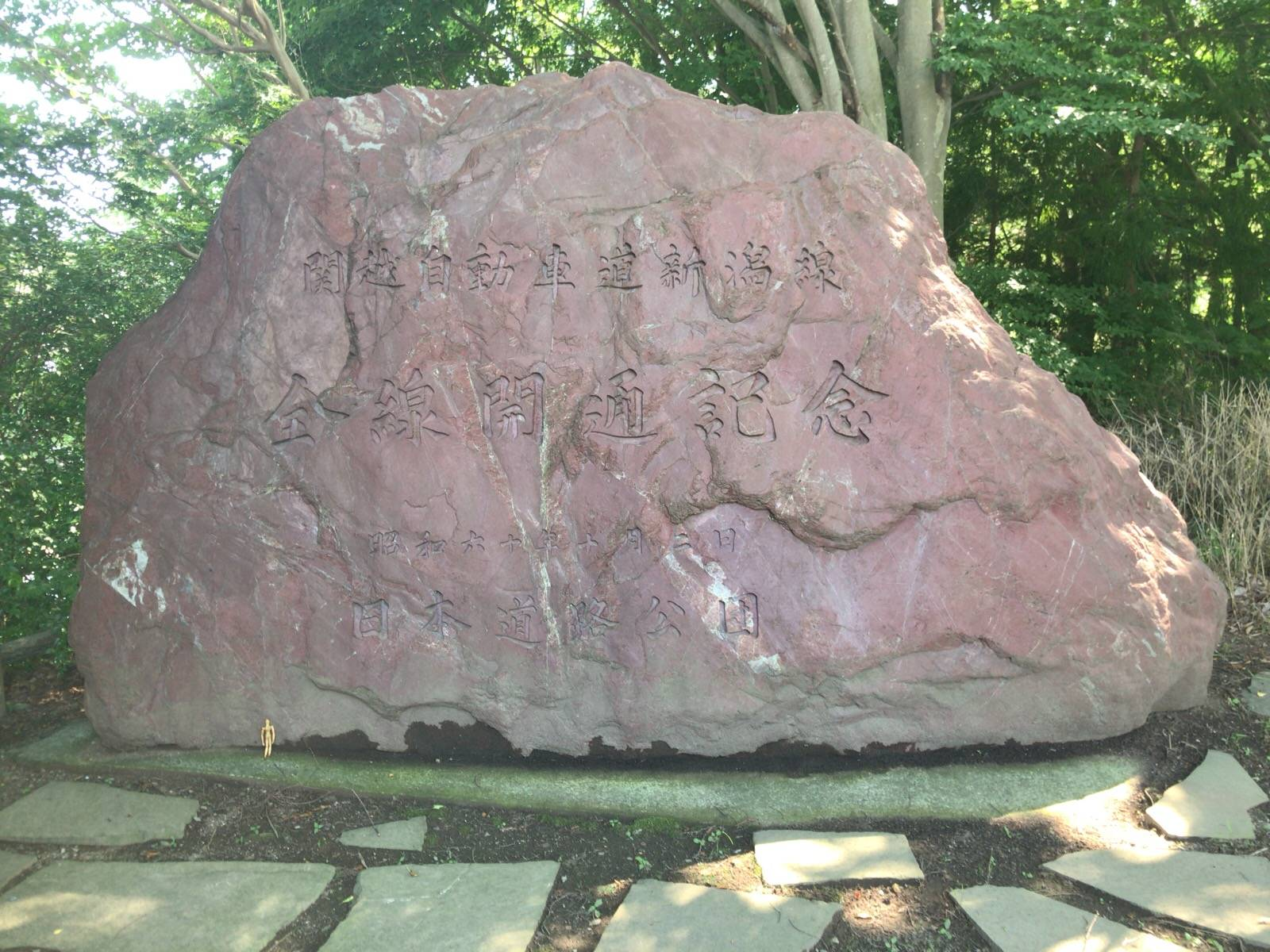
関越自動車道新潟線　全線開通記念碑（赤城高原サービスエリア下り線）

#### 全線開通後
- 1985年（昭和60年）10月2日：前橋IC - 湯沢ICが開通して全線開通。月夜野IC-土樽PAは暫定2車線供用。
- 1988年（昭和63年）11月28日：月夜野IC - 谷川岳PAを4車線化[18]。
- 1991年（平成3年）10月22日：谷川岳PA - 土樽PAの関越トンネルを4車線化。
- 1993年（平成5年）3月27日：藤岡JCT - 藤岡ICが関越自動車道から上信越自動車道に編入されて上信越自動車道と接続。
- 1994年（平成6年）3月30日：大泉JCT - 藤岡JCTを6車線化[19]し、大泉JCTが開通して東京外環自動車道と接続[19]。
- 1995年（平成7年）8月7日：堀之内IC供用開始[20]。
- 1996年（平成8年）3月26日：藤岡JCT - 前橋ICを6車線化し、鶴ヶ島JCTが開通して首都圏中央連絡自動車道（圏央道）と接続。
- 1998年（平成10年）3月26日：昭和IC供用開始。
- 2001年（平成13年）3月31日：高崎JCTが開通して北関東自動車道と接続。
- 2004年（平成16年）
  - 3月27日：嵐山小川IC供用開始。
  - 10月23日：新潟県中越地震発生、下り線の月夜野IC - 長岡JCT・上り線の長岡JCT - 湯沢ICが通行止め[21]。
  - 10月26日：長岡IC - 長岡JCTの上下線と上り線の六日町IC - 湯沢ICが復旧[22]。
  - 10月29日：小出IC - 長岡IC以外の上下線が復旧[23]。
  - 11月5日：小出IC - 長岡ICが復旧、六日町IC - 長岡ICは2車線で仮復旧[24]。
  - 12月10日：駒寄PAスマートIC社会実験開始、2006年（平成18年）3月31日まで。当初は2005年（平成17年）3月21日まで。
- 2005年（平成17年）
  - 4月17日：三芳PAスマートIC社会実験開始、2006年（平成18年）3月31日まで。当初は2005年（平成17年）8月31日まで。
  - 6月1日：大和PAスマートIC社会実験開始、2006年（平成18年）3月31日まで。当初は2005年（平成17年）8月31日まで。
  - 10月1日：日本道路公団の民営化に伴い、東日本高速道路の管理路線となる。
  - 12月26日：六日町IC - 長岡ICが完全復旧。
- 2006年（平成18年）10月1日：三芳スマートIC、駒寄スマートIC、大和スマートIC本格運用開始。
- 2007年（平成19年）7月16日：新潟県中越沖地震発生、小千谷IC - 長岡ICで通行止めと速度規制。
- 2009年（平成21年）
  - 6月30日：坂戸スマートIC[注釈 3]、高崎・玉村スマートICの連結を許可[25]。
  - 9月24日：長岡南越路スマートIC供用開始。
- 2012年（平成24年）
  - 4月20日：寄居PAスマートICと上里スマートICの連結を許可[26]。
  - 4月29日：上り藤岡JCT付近で都市間ツアーバスが防音壁に衝突し、乗客7名が死亡する関越自動車道高速バス居眠り運転事故が発生した。高速道路における単独車両による事故では犠牲者数は最多。
- 2013年（平成25年）8月25日：坂戸西スマートIC供用開始[27]。
- 2014年（平成26年）2月22日：高崎玉村スマートIC供用開始[28][29]。
- 2015年（平成27年）12月20日：上里スマートIC供用開始[30]。
- 2019年（平成31年）3月28日：寄居スマートIC下り線出入口供用開始[31]。
- 2020年（令和2年）
  - 11月10日：上り小出IC - 六日町IC間で道路法面のコンクリート擁壁が崩れ土砂が車線をふさぐ。数日間通行止と交通規制が行われた[32]。
  - 12月19日：大雪により小出ICから塩沢石打ICの区間を中心に最大2100台の立往生が発生、解消まで52時間かかった[33][34]。
  - 12月31日：同年12月19日の立往生を教訓として、長岡ICから六日町ICかけて初の予防的通行止が実施された[35][36]。
- 2021年（令和3年）3月28日：寄居スマートIC（上り線出入口）供用開始[37]。
- 2024年（令和6年）
  - 3月10日 : 三芳スマートICのフル化（東京方面出入口）供用開始、三芳スマートICの利用可能車種をETC搭載の全車種（車長12 m以下）に拡大[38]。
  - 11月1日 : 小出ICが「魚沼IC」に名称変更[39]。

## 路線状況

### 車線・最高速度
| 区間                    | 車線   | 車線   | 車線   | 最高速度         | 最高速度              | 最高速度          | 設計速度 | 備考     |
| 区間                    | 上下線 | 上り線 | 下り線 | 大特 三輪・牽引  | 大型貨物 特定中型貨物 | 左記を除く車両    | 設計速度 | 備考     |
| ----------------------- | ------ | ------ | ------ | ---------------- | --------------------- | ----------------- | -------- | -------- |
| 練馬IC - 大泉JCT        | 4      | 2      | 2      | 80 km/h （法定） | 80 km/h （指定）      | 80 km/h （指定）  | 80 km/h  | ※1       |
| 大泉JCT - 新座TB        | 6      | 3      | 3      | 80 km/h （法定） | 80 km/h （指定）      | 80 km/h （指定）  | 80 km/h  |          |
| 新座TB - 川越IC         | 6      | 3      | 3      | 80 km/h （法定） | 90 km/h （法定）      | 100 km/h （法定） | 100 km/h |          |
| 川越IC - 前橋IC         | 6      | 3      | 3      | 80 km/h （法定） | 90 km/h （法定）      | 100 km/h （法定） | 120 km/h | ※1 ※2 ※3 |
| 前橋IC - 渋川伊香保IC   | 4      | 2      | 2      | 80 km/h （法定） | 90 km/h （法定）      | 100 km/h （法定） | 120 km/h | ※2       |
| 渋川伊香保IC - 小千谷IC | 4      | 2      | 2      | 80 km/h （法定） | 80 km/h （指定）      | 80 km/h （指定）  | 80 km/h  | ※2       |
| 小千谷IC - 長岡IC       | 4      | 2      | 2      | 80 km/h （法定） | 90 km/h （法定）      | 100 km/h （法定） | 100 km/h |          |
| 長岡IC - 長岡JCT        | 4      | 2      | 2      | 80 km/h （法定） | 80 km/h （指定）      | 80 km/h （指定）  | 100 km/h |          |

- ※1　一部50 km/h制限
- ※2　一部に付加車線
- ※3　一部に登坂車線

全線が4車線以上で供用されている。開通当時は月夜野IC-土樽PA間が暫定2車線での供用だったが、1988年 - 1991年に4車線化された。
関越トンネルの区間は開通当初から長らく最高速度が70 km/hだったが、2015年10月より80 km/hに引き上げられた。
雨天・降雪・濃霧・台風などの荒天時、事故や工事などの時は50から80 km/hまでの速度規制が行われる。

### 道路施設

#### サービスエリア・パーキングエリア
売店は全てのサービスエリア (SA) と駒寄パーキングエリア (PA) 以南の全てのパーキングエリア、谷川岳PA、山谷PAに設置されている。ガソリンスタンドは塩沢石打SAを除く全てのサービスエリアと三芳PAにあり、全て24時間営業。レストランは塩沢石打SAを除く、全てのサービスエリアと三芳PA上り線に設置されている。

#### 主なトンネルと橋

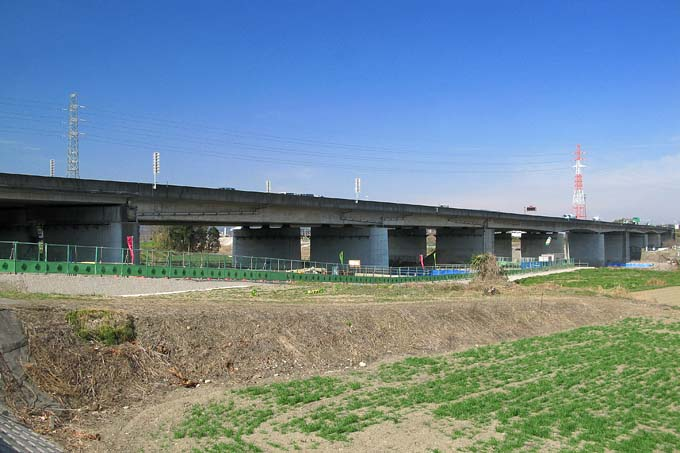
56kp付近の荒川橋
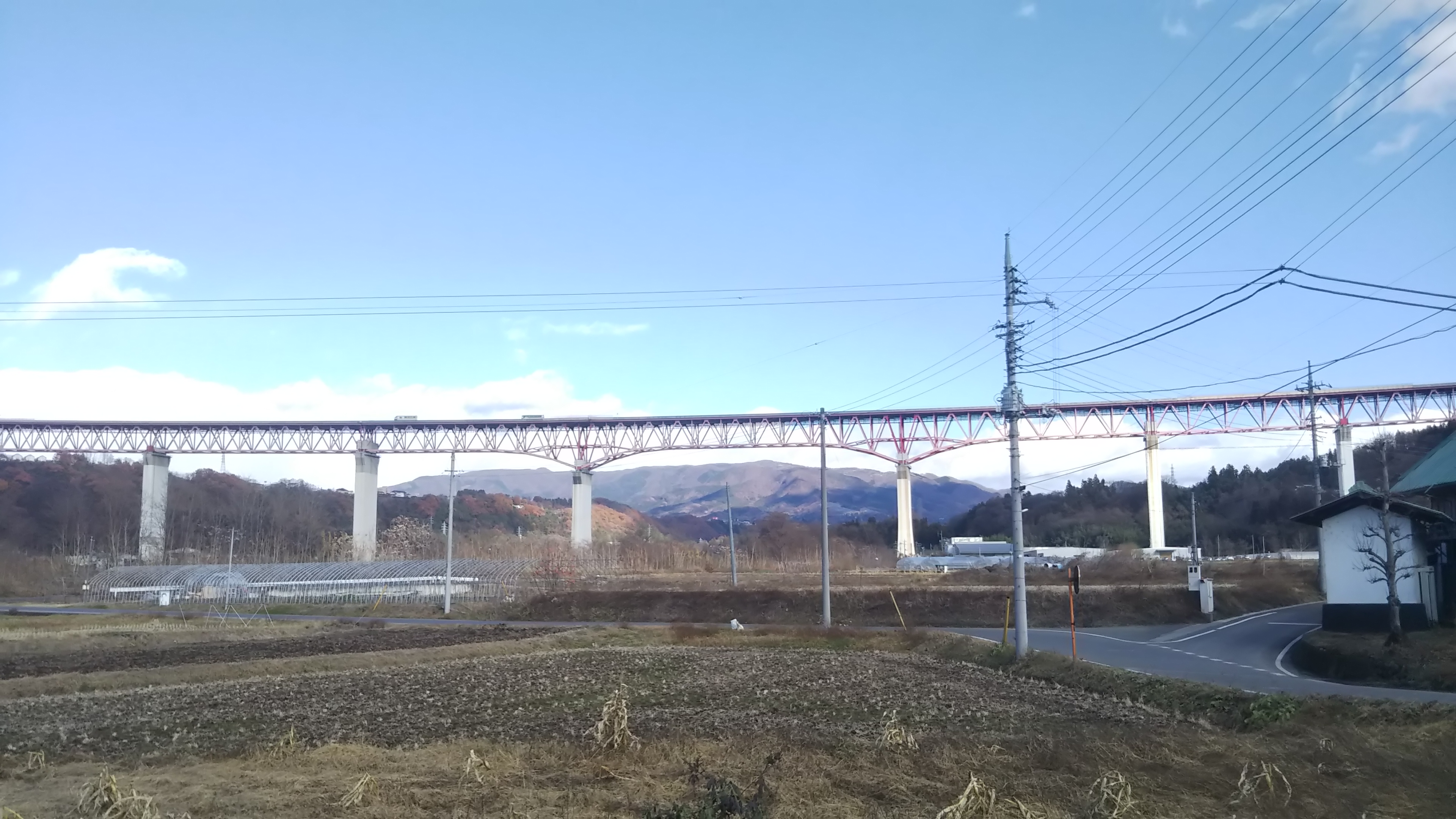
124kp付近の片品川橋
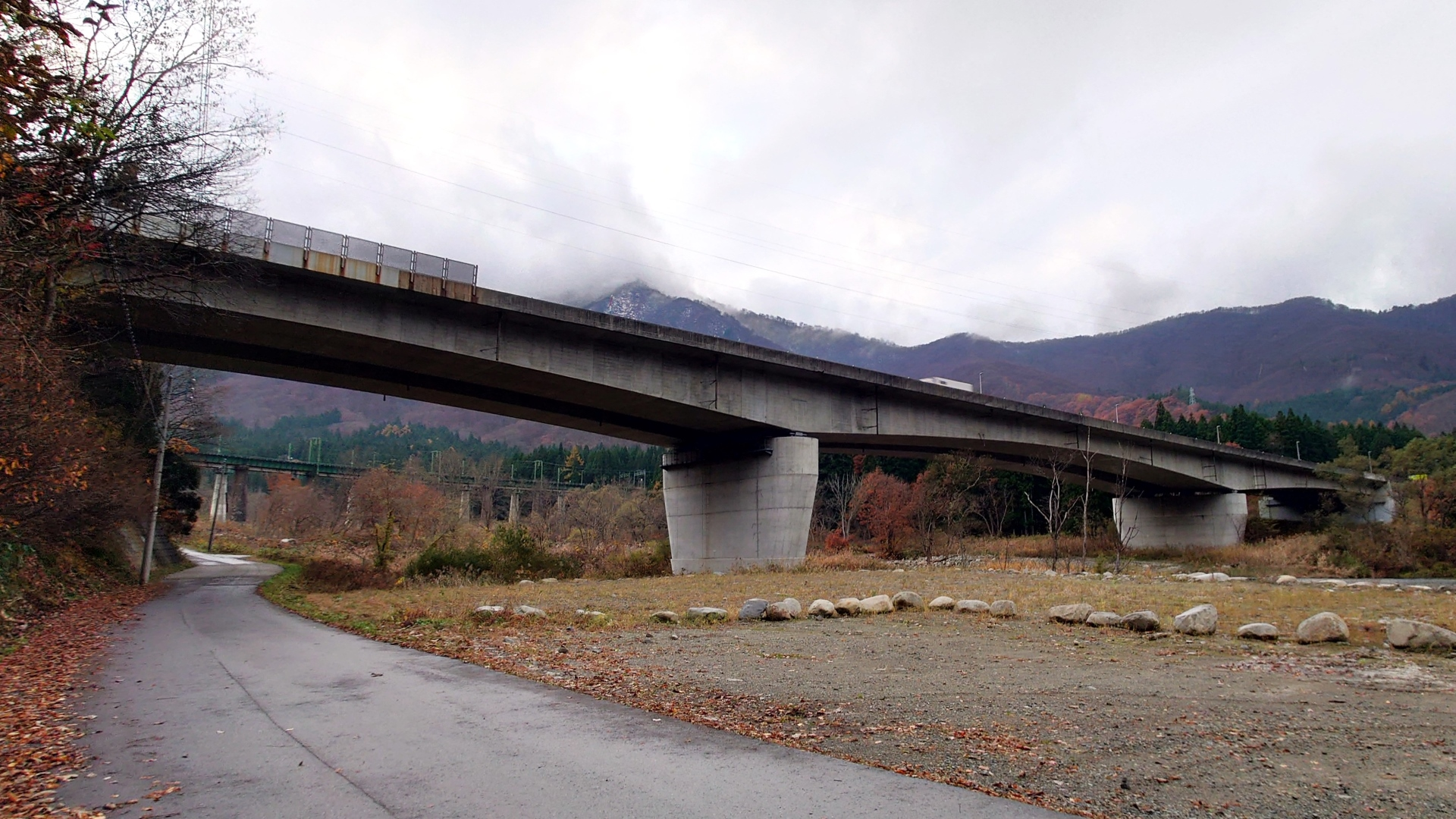
160kp付近の毛渡沢橋
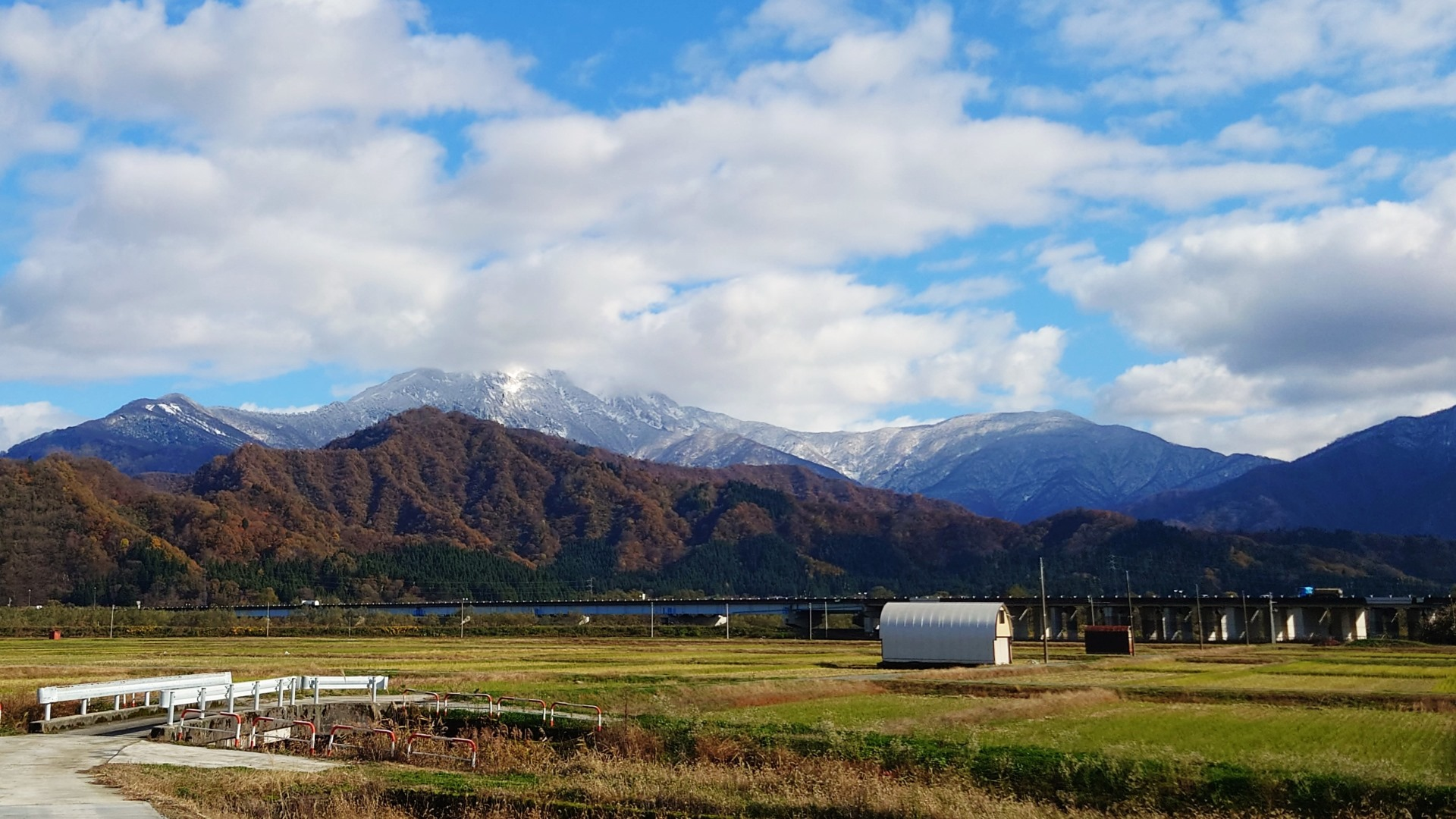
191kp付近の八海橋

トンネル・橋梁の延長は、NEXCO資料に基づく。

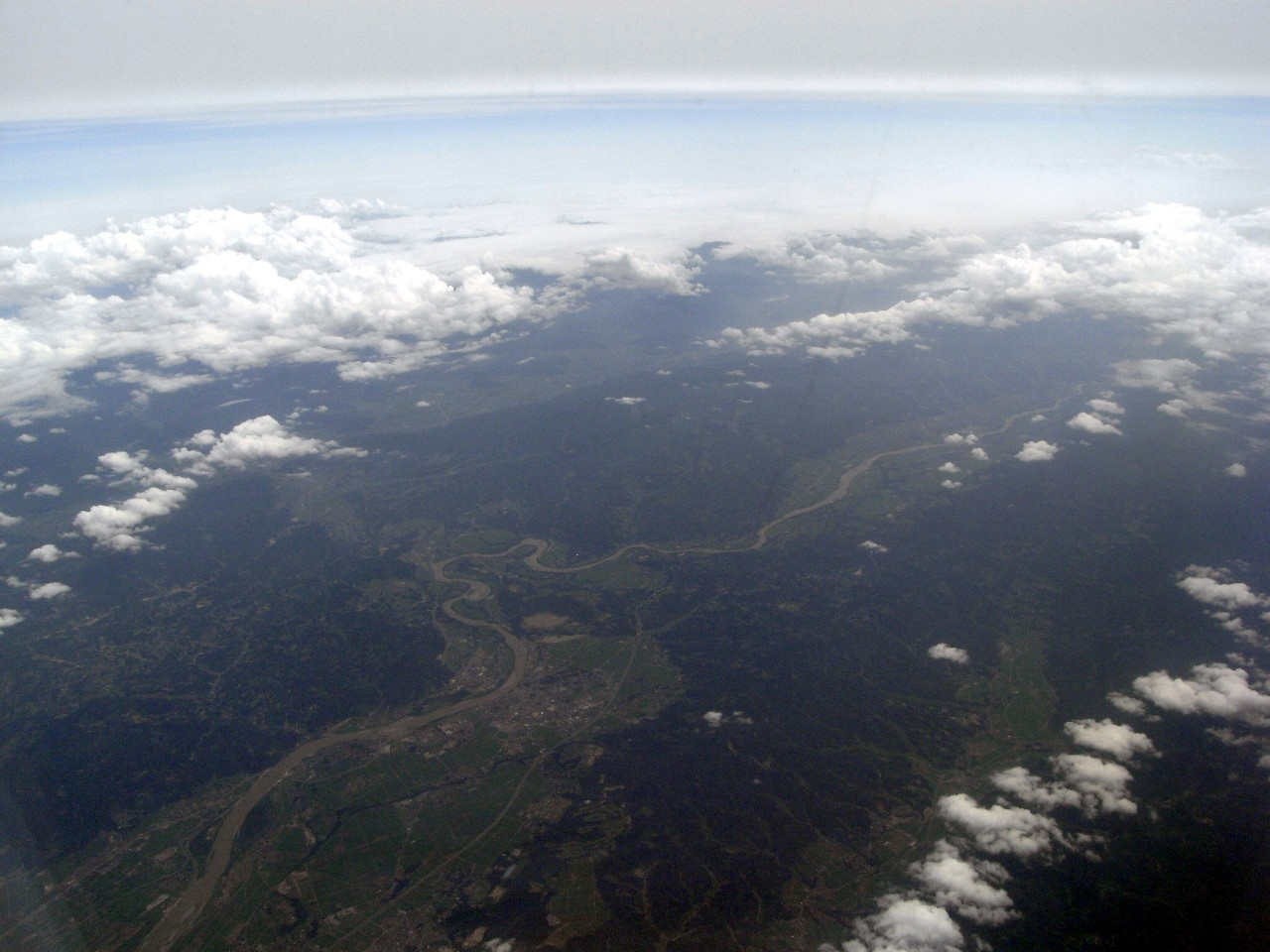
新潟県小千谷市付近を蛇行する信濃川の左岸（画像で信濃川の右側）を緩やかなカーブで通る関越自動車道

| 区間                        | 構造物名           | 長さ     | 長さ     | 備考                                          |
| 区間                        | 構造物名           | 上り線   | 下り線   | 備考                                          |
| --------------------------- | ------------------ | -------- | -------- | --------------------------------------------- |
| 練馬IC - 所沢IC             | 大泉高架橋         | 2,056 m  | 2,056 m  |                                               |
| 川越IC - 鶴ヶ島JCT          | 入間川橋           | 494 m    | 494 m    |                                               |
| 嵐山PA - 花園IC             | 荒川橋             | 532 m    | 532 m    |                                               |
| 上里SA - 藤岡JCT            | 神流川橋           | 747 m    | 747 m    |                                               |
| 藤岡JCT - 高崎玉村SIC       | 烏川橋             | 410 m    | 410 m    |                                               |
| 渋川伊香保IC - 赤城IC/PA    | 利根川橋           | 784 m    | 784 m    |                                               |
| 赤城IC/PA - 赤城高原SA      | 栗の木川橋         | 266 m    | 266 m    |                                               |
| 赤城IC/PA - 赤城高原SA      | 沼尾川橋           | 700 m    | 700 m    | 土木学会田中賞受賞                            |
| 赤城IC/PA - 赤城高原SA      | 棚下橋             | 456 m    | 493 m    |                                               |
| 赤城IC/PA - 赤城高原SA      | 長井坂トンネル     | 548 m    | 543 m    |                                               |
| 赤城IC/PA - 赤城高原SA      | 永井川橋           | 488 m    | 479 m    | 土木学会田中賞受賞                            |
| 赤城高原SA - 昭和IC         | 入沢川橋           | 230 m    | 230 m    |                                               |
| 昭和IC - 沼田IC             | 片品川橋           | 1,034 m  | 1,034 m  | 土木学会田中賞受賞（新築および耐震補強の2度） |
| 沼田IC - 月夜野IC           | 四釜川橋           | 400 m    | 400 m    |                                               |
| 下牧PA - 水上IC             | 大峰橋             | 318 m    | 318 m    | 利根川を渡る                                  |
| 下牧PA - 水上IC             | 渕尻トンネル       | 586 m    | 485 m    |                                               |
| 水上IC - 谷川岳PA           | 川上トンネル       | 198 m    | 193 m    |                                               |
| 水上IC - 谷川岳PA           | 水上橋             | 387 m    | 386 m    | 母谷沢を渡る                                  |
| 水上IC - 谷川岳PA           | 阿能川橋           | 628 m    | 648 m    |                                               |
| 谷川岳PA - 土樽PA           | 関越トンネル       | 11,055 m | 10,926 m | 日本の山岳道路のトンネルで最長                |
| 土樽PA - 湯沢IC             | 土樽橋             | 426 m    | 375 m    | 魚野川を渡る                                  |
| 土樽PA - 湯沢IC             | 松川橋             | 324 m    | 341 m    | 魚野川を渡る                                  |
| 湯沢IC - 塩沢石打IC/SA      | 湯沢橋             | 372 m    | 379 m    | 魚野川を渡る                                  |
| 湯沢IC - 塩沢石打IC/SA      | 石打トンネル       | 1,590 m  | 1,502 m  |                                               |
| 塩沢石打IC/SA - 六日町IC    | 中之島橋           | 459 m    | 446 m    | 魚野川を渡る                                  |
| 塩沢石打IC/SA - 六日町IC    | 六日町トンネル     | 950 m    | 940 m    |                                               |
| 六日町IC - 大和PA/SIC       | 八海橋             | 610 m    | 620 m    | 魚野川を渡る                                  |
| 大和PA/SIC - 魚沼IC         | 大浦トンネル       | 180 m    | 180 m    |                                               |
| 大和PA/SIC - 魚沼IC         | 小出トンネル       | 423 m    | 407 m    |                                               |
| 魚沼IC - 堀之内IC/PA        | 佐梨川橋           | 324 m    | 330 m    |                                               |
| 魚沼IC - 堀之内IC/PA        | 湯之谷第一トンネル | 117 m    | 117 m    |                                               |
| 魚沼IC - 堀之内IC/PA        | 湯之谷第二トンネル | 70 m     | 100 m    |                                               |
| 魚沼IC - 堀之内IC/PA        | 湯之谷第三トンネル | 52 m     | 52 m     |                                               |
| 魚沼IC - 堀之内IC/PA        | 下倉山トンネル     | 803 m    | 816 m    |                                               |
| 堀之内IC/PA - 越後川口IC/SA | 越後川口トンネル   | 293 m    | 275 m    |                                               |
| 堀之内IC/PA - 越後川口IC/SA | 越後川口橋         | 500 m    | 500 m    | 信濃川を渡る                                  |
| 越後川口IC/SA - 小千谷IC    | 山本山トンネル     | 1,839 m  | 1,805 m  |                                               |

- 56kp付近の荒川橋
- 124kp付近の片品川橋
- 160kp付近の毛渡沢橋
- 191kp付近の八海橋

##### 関越トンネル
- 上り線 : 11,055 m
- 下り線 : 10,926 m

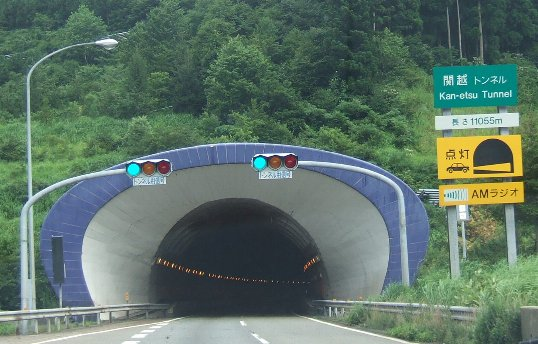
関越トンネル上り線入口

関越トンネル内は、長距離でもあり、万一のチェーン破損時に停車して応急処理するのも非常に危険が伴うため、金属製のタイヤチェーンを装着しての走行は禁止されている。ゴム製のタイヤチェーンの場合は外さなくても良いが、摩擦による破断を防ぐために速度が50 km/hに規制されている。そのため、積雪の状況によってはトンネル前後の谷川岳PAと土樽PAで着脱する必要がある。
トンネル双方の出口PAからチェーン規制が行われると、地元の車両を含む全ての車がPAに誘導され、タイヤ及びチェーンの脱着の確認が行われる。
このトンネルは全長が約11 kmにも及ぶため、水上IC - 湯沢ICの間は危険物積載車の通行が規制されており、国道17号（三国峠）を経由して迂回しなければならない。下り線には規制区間の手前である月夜野IC手前に該当車両の流出を促す注意標識がある。これは月夜野ICが群馬県側から新潟県側へ抜ける国道17号に接続する最終の出口であり、水上ICから出た場合には国道17号まで戻る必要があるためである。また、上り線土樽PAから下り線への危険物運搬車専用の通路が整備されている。

##### トンネルの数
| 区間                  | 上り線 | 下り線 |
| --------------------- | ------ | ------ |
| 練馬IC - 赤城IC       | 0      | 0      |
| 赤城IC - 赤城高原SA   | 1      | 1      |
| 赤城高原SA - 下牧PA   | 0      | 0      |
| 下牧PA - 水上IC       | 1      | 1      |
| 水上IC - 谷川岳PA     | 1      | 1      |
| 谷川岳PA - 土樽PA     | 1      | 1      |
| 湯沢IC - 塩沢石打IC   | 1      | 1      |
| 塩沢石打IC - 六日町IC | 1      | 1      |
| 六日町IC - 大和PA     | 0      | 0      |
| 大和PA - 魚沼IC       | 2      | 2      |
| 魚沼IC - 堀之内IC     | 4      | 4      |
| 堀之内IC - 越後川口IC | 1      | 1      |
| 越後川口IC - 小千谷IC | 1      | 1      |
| 小千谷IC - 長岡JCT    | 0      | 0      |
| 合計                  | 15     | 15     |

- 大泉JCT - 所沢ICには旭ヶ丘シェルターが存在する。
- 土樽PA - 湯沢ICにスノーシェッドが3か所存在する。
- 多くは山岳部を通過する群馬・新潟県境周辺に集中している。

#### 連続照明区間
- 練馬IC - 嵐山PA
- 関越トンネル前後区間

#### ハイウェイラジオ（路側放送）
- 新座TB付近（新座TB - 所沢IC）[44]
- 三芳PA付近（所沢IC - 川越IC）[44]
- 川越IC付近（川越IC - 鶴ヶ島JCT）[44]
- 高坂SA付近（鶴ヶ島IC - 東松山IC）[44]
- 本庄児玉IC付近（花園IC - 本庄児玉IC）[44]
- 前橋IC付近（高崎IC - 前橋IC）[44]
- 駒寄PA付近（前橋IC - 渋川伊香保IC）[44]
- 月夜野IC付近（沼田IC - 月夜野IC）[44]
- 下牧PA付近（月夜野IC - 水上IC）[44]
- 谷川岳PA付近（水上IC - 湯沢IC 新潟方面のみ）[44]
- 関越トンネル（水上IC - 湯沢IC 関越トンネル内）：上下線別[44]
- 土樽PA付近（水上IC - 湯沢IC 東京方面のみ）[44]

### 道路管理者
2005年10月の道路公団民営化後は全区間が東日本高速道路（NEXCO東日本）の管轄区間となり、水上ICを境に南側を関東支社が、北側を新潟支社がそれぞれ管理・運営している。
- 関東支社
  - 所沢管理事務所 : 練馬IC - 本庄児玉IC
  - 高崎管理事務所 : 本庄児玉IC - 水上IC
- 新潟支社
  - 湯沢管理事務所 : 水上IC - 小千谷IC
  - 長岡管理事務所 : 小千谷IC - 長岡JCT

### 特別料金区間
- 大都市近郊区間（普通区間の1.2倍） : 練馬IC - 東松山IC (39.4 km)
- 関越特別区間（普通区間の1.6倍） : 水上IC - 湯沢IC (26.0 km)

### 交通量
24時間交通量（台）　道路交通センサス
| 区間                     | 平成11（1999）年度 | 平成17年（2005年）度 | 平成22年（2010年）度 | 平成27年（2015年）度 | 令和3(2021)年度 |
| ------------------------ | ------------------ | -------------------- | -------------------- | -------------------- | --------------- |
| 練馬IC - 大泉JCT         | 043,295            | 038,260              | 037,147              | 035,915              | 036,388         |
| 大泉JCT - 所沢IC         | 094,390            | 095,198              | 100,329              | 098,696              | 094,740         |
| 所沢IC - 三芳PASIC       | 092,721            | 090,774              | 093,261              | 091,725              | 085,824         |
| 三芳PASIC - 川越IC       | 092,721            | 092,205              | 097,276              | 096,890              | 091,582         |
| 川越IC - 鶴ヶ島JCT       | 085,901            | 087,166              | 092,342              | 094,660              | 087,777         |
| 鶴ヶ島JCT - 鶴ヶ島IC     | 088,485            | 090,281              | 096,048              | 102,355              | 095,913         |
| 鶴ヶ島IC - 坂戸西SIC     | 076,226            | 079,320              | 085,769              | 095,217              | 089,427         |
| 坂戸西SIC - 東松山IC     | 076,226            | 079,320              | 085,769              | 095,217              | 089,427         |
| 東松山IC - 嵐山小川IC    | 062,530            | 068,108              | 074,236              | 080,585              | 071,618         |
| 嵐山小川IC - 花園IC      | 062,530            | 065,861              | 070,901              | 075,328              | 066,077         |
| 花園IC - 寄居PASIC       | 056,436            | 059,869              | 062,815              | 067,232              | 057,295         |
| 寄居PASIC - 本庄児玉IC   | 056,436            | 059,869              | 062,815              | 067,232              | 057,295         |
| 本庄児玉IC - 上里SASIC   | 053,086            | 056,582              | 058,937              | 063,282              | 0 52,896        |
| 上里SASIC - 藤岡JCT      | 053,086            | 056,582              | 058,937              | 063,282              | 0 52,896        |
| 藤岡JCT - 高崎玉村SIC    | 039,702            | 046,847              | 052,543              | 060,954              | 050,394         |
| 高崎玉村SIC - 高崎JCT    | 039,702            | 046,847              | 052,543              | 061,667              | 050,511         |
| 高崎JCT - 高崎IC         | 039,702            | 047,238              | 056,780              | 058,328              | 049,133         |
| 高崎IC - 前橋IC          | 033,197            | 039,856              | 045,430              | 048,654              | 040,427         |
| 前橋IC - 駒寄PASIC       | 029,135            | 032,363              | 035,101              | 037,692              | 028,927         |
| 駒寄PASIC - 渋川伊香保IC | 029,135            | 031,817              | 032,972              | 035,686              | 026,660         |
| 渋川伊香保IC - 赤城IC    | 023,112            | 024,327              | 023,157              | 026,757              | 021,250         |
| 赤城IC - 昭和IC          | 024,140            | 025,185              | 023,523              | 027,049              | 021,377         |
| 昭和IC - 沼田IC          | 022,703            | 023,256              | 021,185              | 024,435              | 018,900         |
| 沼田IC - 月夜野IC        | 017,068            | 017,133              | 014,496              | 017,486              | 013,492         |
| 月夜野IC - 水上IC        | 016,120            | 016,763              | 013,551              | 016,678              | 013,163         |
| 水上IC - 湯沢IC          | 014,122            | 013,917              | 011,673              | 015,141              | 012,154         |
| 湯沢IC - 塩沢石打IC      | 011,969            | 011,424              | 010,207              | 012,838              | 009,878         |
| 塩沢石打IC - 六日町IC    | 011,862            | 011,177              | 010,053              | 012,385              | 009,718         |
| 六日町IC - 大和PASIC     | 012,402            | 012,134              | 011,320              | 013,435              | 010,941         |
| 大和PASIC - 魚沼IC       | 012,402            | 012,303              | 011,712              | 013,965              | 011,343         |
| 魚沼IC - 堀之内IC        | 012,877            | 013,119              | 011,999              | 014,277              | 011,628         |
| 堀之内IC - 越後川口IC    | 013,479            | 014,500              | 012,761              | 015,039              | 012,308         |
| 越後川口IC - 小千谷IC    | 015,238            | 016,528              | 014,601              | 016,833              | 013,755         |
| 小千谷IC - 長岡南越路SIC | 015,247            | 017,365              | 015,365              | 017,522              | 014,328         |
| 長岡南越路SIC - 長岡IC   | 015,247            | 017,365              | 015,578              | 017,513              | 014,642         |
| 長岡IC - 長岡JCT         | 021,900            | 024,371              | 023,609              | 025,472              | 021,195         |

（出典：「平成17年度　道路交通センサス　一般交通量調査結果」（関東地方整備局ホームページ）「平成17年度 道路交通センサス　一般交通量調査の概要」（北陸地方整備局ホームページ）「平成22年度道路交通センサス」・「平成27年度全国道路・街路交通情勢調査」・「令和3年度全国道路・街路交通情勢調査｣（国土交通省ホームページ）より一部データを抜粋して作成）
- 令和2年度に実施予定だった交通量調査は、新型コロナウイルスの影響で延期された[45]。

- 区間別日平均交通量（2002年（平成14年）度）
  - 練馬IC - 長岡IC平均 : 3万9624台（前年度比98.2%）
  - 長岡IC - 長岡JCT : 1万9831台（前年度比97.2%）
- 通行台数（練馬IC - 長岡IC）
  - 年間 : 6664万456台（前年度比98.1%）
  - 日平均 : 18万2577台

## 地理

### 通過する自治体
- 東京都
  - 練馬区
- 埼玉県
  - 新座市
- 東京都[注釈 4]
  - 清瀬市
- 埼玉県
  - 所沢市 - 入間郡三芳町 - ふじみ野市 - 川越市 - 鶴ヶ島市 - 坂戸市 - 東松山市 - 比企郡滑川町 - 比企郡嵐山町 - 比企郡滑川町 - 比企郡嵐山町 - 比企郡小川町 - 大里郡寄居町 - 深谷市 - 児玉郡美里町 - 本庄市 - 児玉郡上里町
- 群馬県
  - 高崎市 - 藤岡市 - 佐波郡玉村町 - 高崎市 - 前橋市 - 北群馬郡吉岡町 - 渋川市 - 利根郡昭和村 - 沼田市 - 利根郡みなかみ町
- 新潟県
  - 南魚沼郡湯沢町 - 南魚沼市 - 魚沼市 - 長岡市 - 小千谷市 - 長岡市

### 接続する高速道路
- C3 東京外環自動車道（大泉JCTで接続）
- C4 首都圏中央連絡自動車道（鶴ヶ島JCTで接続）
- E18 上信越自動車道（藤岡JCTで接続）
- E50 北関東自動車道（高崎JCTで接続）
- （上越魚沼地域振興快速道路（六日町ICで接続予定））
- E8 北陸自動車道（長岡JCTで接続）

他の都心部の高速自動車国道とは異なり、首都高速道路とは直接接続していない。首都高速道路へは、大泉JCTから東京外環自動車道を経由するのが一般的である。
終点の長岡JCTでは北陸自動車道の新潟方面が本線となっており、北陸自動車道の富山方面が分岐・合流する形になっている。